# شبه‌جزیره (فیلم)
شبه‌جزیره (انگلیسی: Peninsula) که در ایالات متحده با عنوان قطار بوسان تقدیم می‌کند: شبه‌جزیره (انگلیسی: Train to Busan Presents: Peninsula) منتشر شد، یک فیلم کره‌ای در ژانر اکشن، دلهره‌آور و فیلم سرقت که درمورد زامبی‌ها به کارگردانی یان سنگ-هو که در سال ۲۰۲۰ منتشر شد. این فیلم ادامه فیلم قطار بوسان (۲۰۱۶) است. از بازیگران آن می‌توان به لی جونگ هیون اشاره کرد.